# Gregorio de Gante

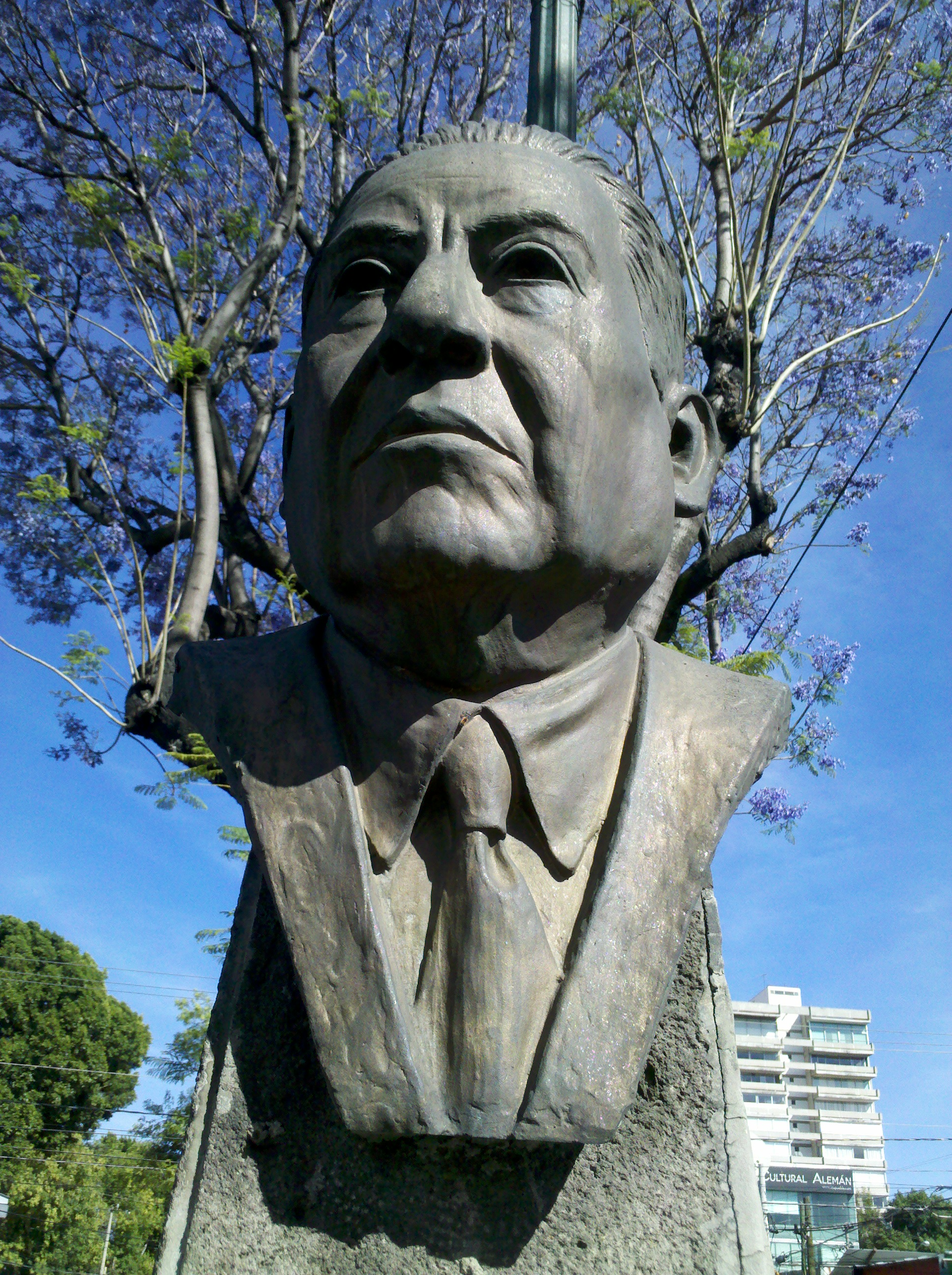
Monumento a Gregorio de Gante en Puebla, México.

Gregorio de Gante (Tecali de Herrera, Puebla, 7 de julio de 1890 - 30 de septiembre de 1975) fue un poeta, maestro y revolucionario mexicano, quien en 1967 recibió por parte del H. Ayuntamiento del Municipio de Puebla la medalla Motolonía, en sesión pública por servicios eminentes prestados a Puebla, como la dirección y resguardo de la Biblioteca Palafoxiana. En su trabajo como poeta es ampliamente reconocido por su poema Elogio al rebozo, con el cual gozó de amplia fama, pero es gracias a su trabajo como promotor de la cultura y educación que en 2011 se instaura la presea Gregorio de Gante al Mérito Educativo, la cual representa el máximo galardón para los maestros del estado de Puebla.

## Biografía
Nace el 7 de julio de 1890, hijo del Coronel Gregorio de Gante y de doña Teresa de Jesús Rojas, en la ciudad de Tecali de Herrera en el estado de Puebla. La instrucción primaria la realizó en su tierra natal bajo la dirección del maestro Cecilio Flores, quien es reconocido localmente como un ameritado docente. Posteriormente, de Gante fue a radicar a la ciudad de Puebla para ingresar a la Escuela Normal de Profesores del Estado, la cual terminó en 1911. Durante este periodo Gregorio de Gante fundó el periódico "Iris" en el cual él y sus contemporáneos realizasen sus primeros ensayos letrísticos, como Gilberto Bosques Zalívar, quien fuera diputado federal. Laboralmente, desempeñó labores docentes en Teziutlán, Puebla, donde enseñó materias como latín, griego y ciencias exactas. Para 1918  funda el semanario “El Gladiador” en Tlaxcala, el cual sirvió para mostrar a los mejores escritores contemporáneos.
En 1929, inicia su actividad como docente de la Escuela Normal de Profesores, en donde impartió Lengua Castellana y en 1937, se incorpora a la Benemérita Universidad Autónoma de Puebla, en donde impartió las materia de Literatura. Su periodo como director de la Biblioteca Palafoxiana lo comienza en 1930, sin embargo en julio de 1933, una empleada auxiliar del lugar y un mozo ayudante, denunciaron la desaparición de unos libros, resguardados en la biblioteca, con lo cual se comenzó un proceso y fue encarcelado. Una vez probada su inocencia, el gobernador general Maximino Ávila Camacho, lo rehabilita en sus funciones en 1937, nombrándolo otra vez Director de la Palafoxiana, cargo en el que se desempeñó hasta el año de 1969.

## Gregorio de Gante y la Revolución Mexicana
La última parte del porfiriato, sirvió para que Gregorio de Gante manifestará sus inclinaciones anti releccionistas, junto con otros poblanos destacados. El periódico Iris, el cual fundó y dirigió sirvió también como medio de expresión de los maestros normalistas, los cuales se incorporaron a la campaña democrática de Francisco I. Madero, lo que ocasionó que el gobernador de Puebla suspendiera apoyos como becas, en aquel entonces a todos los militantes de Madero.
Es el 5 de febrero de 1909 cuando es recibido en el Club Liberal Antirreleccionista "Luz y Progreso" por su presidente Aquiles Serdán.
Una vez estallada la Revolución Mexicana, el 21 de abril de 1914 deja la dirección de la escuela Miguel Hidalgo donde laboraba, y junto con sus hermanos, se unieron a las fuerzas comandadas el general Antonio Medina, en cuyo estado fue capitán segundo. Sobrevivió a la revolución y en febrero de 1919 es dado de baja como Mayor del Ejército, sin embargo, las repercusiones de este periodo dejarían una huella no sólo filosófica, sino física en Gregorio de Gante, quien debido a que fue herido de bala en una pierna, se vería obligado al uso del báculo, además de que perder contacto con sus hermanos, de los cuales no volvió a saber nada.
Finalizado el periodo de conflicto, de Gante regresó a la docencia y comenzó a publicar sus versos, elaborados bajo los cánones de la escuela clásica, como los versos madrigales o alejandrinos. Desde su primer libro, recibió elogios por las ideas expresadas en sus poemas, el vocablo y la técnica utilizada. En 1938, el Dr. Jesús C. Romero, quien fuera musicógrafo y literato de la Academia Nacional de Ciencias dijo:
"Gante forma en las filas, muy escasas por cierto, de los Poetas Nacionalistas de los cuales México puede ufanarse de tener media docena. Y se alínea entre los Nacionalistas por derecho propio, por sus bellísimas Odas a la China Poblana, al Charro y los Piropos al Rebozo".

## Obra
Gozó en su época de una popularidad elevada junto con otros poetas apenas mencionados recordados como Leopoldo Ramos, Gilberto Pinto Yáñez, Justo A. Santa Anna, Gastón de Vilac. Publicó cinco libros con material original y ha sido retomado para compilaciones internacionales, como el libro "Poetas Iberoamericanos, Poetas del mundo".

### Libros publicados
- Rumores del aula - 1919, primera publicación
- Canciones de Humano Amor” - 1923
- Estampas de mi Tierra - 1938
- Cancionero del Dulce Amor sin ventura - 1939
- La Lira Heroica” - (¿?)

### Antologías
- Antología Poética - 1967
- Gregorio de Gante - Inolvidable Poeta Poblano - (¿?)

### Compilaciones con diversos autores
- Los Poetas. Antología de Poetas Mexicanos - 1929
- Poetas Iberoamericanos, Poetas del Mundo - (¿?)

## Premios
- En 1924 ganó la Flor Natural en los Juegos Florales de Tampico.
- Primer premio de literatura en el concurso del cuarto centenario de la fundación de la ciudad de Puebla.[5]
- En 1938, fue reconocido como uno de los tres poetas más populares de México,[6] por el desaparecido periódico El Nacional, el cual lo colocaba después de don Enrique González Martínez (1871-1952) y Carlos Pellicer.

## Sitios de honor en Puebla
La amplia fama con la cual gozó Gregorio de Gante, generó a modo de tributos en la ciudad de Puebla, una serie de sitios que expresan parte de su obra como lo son los poemas ubicados en el barrio del Alto y La Luz.
Así también, una de las máximas instituciones del estadio recibe su nombre gracias al poeta, el “Centro Escolar Gregorio de Gante” ubicado en San Jerónimo Calera, Puebla.
La calle "paseo de los hombres ilustres", ubicada en la denominada zona dorada de la capital poblana, presenta el busto en honor al poeta.
Destaca en su tierra natal, la colocación de una placa conmemorativa en la casa donde nació en 1958, con una ceremonia en sesión con representantes del gobierno  y el re-nombramiento del teatro más antiguo de México, el corral de comedias, conocido ahora como Teatro Gregorio de Gante.
Finalmente, en 2011 se instauró la medalla “Gregorio de Gante” al mérito educativo, para reconocer a los maestros de amplia y laureada trayectoria en Puebla, siendo actualmente, el máximo reconocimiento en docencia en el estado.